# Papaipema circumlucens
Papaipema circumlucens là một loài bướm đêm trong họ Noctuidae.